# Quaqua
Quaqua là chi thực vật có hoa trong họ Apocynaceae.